# Tracheobronchopatia osteochondroplastyczna
Tracheobronchopatia osteochondroplastyczna (ang. tracheobronchopathia osteochondroplastica, TBO, TPO, TO) – rzadka choroba o nieznanej etiologii, charakteryzująca się powstawaniem chrzęstno-kostnych wyrośli w błonie podśluzowej dużych oskrzeli i tchawicy.

## Epidemiologia
Częstość występowania tracheobronchopatii osteochondroplastycznej jest szacowana na 0,11%, ale może być większa, ponieważ często bywa rozpoznawana dopiero podczas sekcji zwłok i nawet około połowy chorych może być niezdiagnozowanych za życia. W sekcjach zwłok jest rozpoznawana u 0,25% do 0,3% pacjentów. Rozpoznawana jest także przypadkowo podczas bronchoskopii (wykrywana podczas 0,02% do 0,41% wykonywanych bronchoskopii), intubacji lub tomografii komputerowej klatki piersiowej wykonywanych z innych powodów. Niektóre badania wskazują na większą zachorowalność mężczyzn, zwłaszcza między pięćdziesiątym a siedemdziesiątym rokiem życia. Tracheobronchopatia osteochondroplastyczna jest na liście chorób rzadkich Orphanet.

## Etiologia i patofizjologia
Przyczyna choroby nie jest znana, jednak wpływ na rozwój choroby mogą mieć przewlekłe stany zapalne dróg oddechowych, spowodowane infekcjami, pylicą płuc, amyloidozą, aspergilozą, czy urazami. Przypuszcza się także predyspozycje genetyczne, a także rolę morfogenetycznego białka kości-2 (BMP-2) i transformującego czynnika wzrostu β1 (TGF-β1), czy odkładania fosforanu wapnia w tkance podśluzowej. 
W błonie podśluzowej dróg oddechowych powstają guzki z tkanki chrzęstnej i kostnej, zwykle o średnicy 1–3 mm. Zmiany są zlokalizowane głównie w obrębie dużych oskrzeli i dolnej części tchawicy, rzadziej w górnej części tchawicy i w krtani. Nigdy nie jest zajęta tylna ściana tchawicy, nie występuje też tracheomalacja. W obrazie z bronchoskopii zwykle stwierdza się liczne, drobne, białawe guzki wystające do światła drogi oddechowej, przypominające „brukowaną drogę” (ang. cobblestone road), pokryte nabłonkiem oddechowym, czasem pozbawionym rzęsek i z ogniskami metaplazji płaskonabłonkowej. Zmiany mogą czasami powodować znaczne zwężenie dróg oddechowych. U 61% pacjentów stwierdza się dodatnie wyniki badań bakteriologicznych oskrzeli.

## Objawy, powikłania i rokowanie
W większości przypadków tracheobronchopatia osteochondroplastyczna przebiega bezobjawowo. Charakter i ciężkość manifestacji klinicznej zależne są od stopnia i położenia pojawiającej się obturacji dróg oddechowych. Objawami mogą być kaszel, nawracające infekcje dróg oddechowych, duszność (zwłaszcza wysiłkowa), chrypka, świst wydechowy (ang. wheezing). Czasem występuje krwioplucie, które może być wynikiem tarcia o siebie przeciwległych guzków, powodującego owrzodzenie i krwawienie. Ponieważ objawy są nieswoiste (brak objawu patognomonicznego), choroba bywa błędnie diagnozowana jako astma. Rokowanie jest na ogół dobre, jednak zdarzają się przypadki ciężkiego zwężenia dróg oddechowych lub poważnych infekcji zagrażających życiu. Powikłaniem w wyniku zwężeń zlokalizowanych w oskrzelach może być niedodma, natomiast wyrośla położone w tchawicy mogą powodować komplikacje podczas intubacji.

## Diagnostyka
W diagnostyce tracheobronchopatii osteochondroplastycznej główną rolę odgrywa bronchoskopia połączona z badaniem histopatologicznym. Zastosowanie ma także tomografia komputerowa klatki piersiowej. W obrazie rentgenowskim klatki piersiowej zwykle zmiany nie są dostrzegalne, także badania czynnościowe układu oddechowego, takie jak spirometria, mogą ich nie ujawniać, jeżeli nie ma znaczącej obturacji dróg oddechowych. W diagnostyce różnicowej istotne jest wykluczenie takich chorób jak sarkoidoza, amyloidoza, gruźlica, brodawczaki, ziarniniakowatość z zapaleniem naczyń, nawracające zapalenie chrząstek, czy nowotwory.

## Leczenie
Leczenie przyczynowe tracheobronchopatii osteochondroplastycznej nie jest obecnie znane. Większość przypadków o łagodnym przebiegu nie wymaga leczenia, a jedynie obserwacji. Leczenie objawowe obejmuje antybiotyki, środki przeciwkaszlowe i mukolityki. U pacjentów, u których doszło do poważnego zwężenia dróg oddechowych, stosuje się krioterapię, radioterapię lub leczenie chirurgiczne – poszerzanie endoskopowe, wszczepienie stentu lub resekcję zwężonego odcinka.

## Historia
Pierwsze opisy tracheobronchopatii osteochondroplastycznej pojawiły się w połowie XIX wieku. Przypadki tej choroby, stwierdzone w sekcji zwłok, opisali Karl von Rokitansky w 1855 i Hubert von Luschka w 1856. Samuel Wilks w swojej pracy „Ossific deposits on larynx, trachea and bronchi” z 1857 podał opis sekcji zwłok 38-letniego mężczyzny zmarłego na gruźlicę, u którego stwierdził liczne płytki kostne pokrywające krtań, tchawicę i oskrzela. Zauważył także, że zmiany były zlokalizowane jedynie w przedniej części tchawicy, pomiędzy jej pierścieniami. Rudolf Virchow w 1863 opisał chorobę jako ecchondrosis i exostosis powstające z prawidłowych chrząstek tchawicy. W 1910 Ludwig Aschoff nadał chorobie nazwę tracheopathia osteoplastica, opisując ją jako schorzenie tkanki łącznej, atakujące wewnętrzną elastyczną błonę tchawicy i oskrzeli głównych. Jørgen Brems Dalgaard w 1947 dokonał przeglądu 90 przypadków tracheobronchopatii osteochondroplastycznej, w 1993 było łącznie 371 opisanych przypadków.